# Hoàng Sùng Anh
Hoàng Sùng Anh (chữ Hán: 黃崇英, ? - 1875) là một thủ lĩnh thổ phỉ người Tráng chống triều đình nhà Thanh. Ông là thủ lĩnh của quân Cờ Vàng, hoạt động ở vùng biên giới Trung - Việt cuối thế kỷ XIX.

## Hành trạng lịch sử
Hoàng Sùng Anh còn có tên là Bàn Luân Tứ (盤倫四), vốn cháu gọi Ngô Á Chung bằng cậu, từng làm Đường chủ Tín Nghĩa đường Thiên địa hội.
Năm 1863 niên，Đường chủ Toàn Thắng đường Ngô Lăng Vân tử trận khi giao chiến với quân Thanh. Con Ngô Lăng Vân là Ngô Á Chung đào thoát về Quy Thuận phủ (nay là huyện Tĩnh Tây), hợp binh cùng Hoàng Sùng Anh, lấy Quy Thuận phủ làm căn cứ địa. Năm 1868, Quảng Tây Đề đốc Phùng Tử Tài suất quân tiễu trừ, Ngô Á Chung bại trận, cùng Hoàng Sùng Anh dẫn tàn quân xâm nhập vào lãnh thổ Đại Nam, dự định quy hàng triều Nguyễn, chờ thời nổi dậy.
Năm 1869, Ngô Á Chung đánh phá tỉnh thành Bắc Ninh, thất trận tử vong. Bộ chúng tan rã, phân liệt thành Hoàng kỳ quân (Hoàng Sùng Anh thủ lĩnh), Hắc kỳ quân (Lưu Vĩnh Phúc thủ lĩnh), Bạch kỳ quân (Bàn Văn Nhị, Lương Văn Lợi thủ lĩnh). Năm sau, Hoàng Sùng Anh nổi loạn chống Thanh, chiếm cứ vùng châu Bảo Lạc, cùng tranh đoạt địa bàn với Hắc kỳ quân. Nhà Nguyễn cử Hoàng Kế Viêm, Tôn Thất Thuyết thảo phạt, được Hắc kỳ quân hỗ trợ đánh phá quân Hoàng Sùng Anh.
Năm 1872, thương nhân Pháp là Jean Dupuis thám hiểm dọc sông Hồng, mở đường buôn bán với tỉnh Vân Nam. Dupuis cũng tìm cách buôn bán vũ khí cho Hoàng Sùng Anh, vì vận bị triều Nguyễn phản ứng dữ dội. Mượn cớ đi điều tra hòa giải, năm sau, với sự hỗ trợ của Hoàng kỳ quân, Đại úy Pháp Francis Garnier bất ngờ tấn công thành Hà Nội, mở đầu cho Biến cố Bắc Kỳ (1873).
Năm 1874, Thanh triều xuất quân hỗ trợ triều Nguyễn tiễu trừ Hoàng kỳ quân. Hoàng Sùng Anh thất bại, tìm cách đào thoát, nhưng bị Tôn Thất Thuyết truy kích giết chết. Sau khi Hoàng Sùng Anh bị giết, Hoàng kỳ quân cũng bị tan rã.